# Collot d'Escury

Familiewapen (1816)

Collot d'Escury is een van oorsprong Frans geslacht waarvan leden sinds 1814 tot de Nederlandse adel behoren.

## Geschiedenis
De stamreeks begint met David Collot wiens echtgenote Renée d'Avrout op 1 maart 1562 de dood vond tijdens het Bloedbad van Wassy. Zijn zoon David († 1612) werd heer van Escury (Picardië). Diens zoon André (1610-1686) werd op 13 mei 1653 erkend te behoren tot de Franse adel door koning Lodewijk XIV; hij vluchtte na de herroeping van het Edict van Nantes in 1685 naar de Nederlanden. Zijn zoon, Daniël Collot d'Escury (1643-1714), vestigde zich enige tijd in Nijmegen en trad als officier in Britse dienst onder koning Willem III. Zijn zoon Henri (1682-1733) was officier in Statendienst en trouwde een Noord-Nederlandse; hij is de stamvader van de Nederlandse familie Collot d'Escury.
Mr. Hendrik Collot d'Escury (1773-1845) werd bij Souverein Besluit van 28 augustus 1814 benoemd in de ridderschap van Holland, zijn broer Carel Æmilius Els (1779-1828) werd bij hetzelfde besluit erkend onder de Edelen van Friesland. In 1816 werden drie broers Collot d'Escury, onder wie Johan Marthe Collot d'Escury, vader van de eerdergenoemden, ingelijfd in de Nederlandse adel met de titel van baron op allen.

## Enkele telgen
Simeon Petrus Collot d'Escury, heer van Naaldwijk en Sliedrecht (1719-1800), onder andere raad, schepen en burgemeester van Gorinchem
- Mr. Hendrik baron Collot d'Escury, heer van Niemandsvriend, Naaldwijk en Sliedrecht (1740-1819), secretaris Generaliteitskamer
- Johan Marthe baron Collot d'Escury (1742-1817), bestuurder en Tweede Kamerlid
  - Mr Hendrik baron Collot d'Escury, heer van Heinenoord (1773-1845), voorzitter van de Tweede Kamer
    - Jan Willem André baron Collot d'Escury (1800-1855), watergraaf
    - Adriana Johanna barones Collot d'Escury (1802-1827); trouwde in 1824 met jhr. Jacques Jean Quarles van Ufford (1788-1855), onder andere minister
    - Carel Jan baron Collot d'Escury (1810-1886), lid Ridderschap van Holland
      - Hendrik Adolph André baron Collot d'Escury (1833-1893), burgemeester
        - Karel Jan André Guyon baron Collot d'Escury (1858-1929), bestuurder
          - Joan Wilhelm André Guyon baron Collot d'Escury (1888-1970), vestigde zich in Aisne (Frankrijk)
            - Hendrik Adolph André baron Collot d'Escury (1924-2012)
              - Jean-François André Guyon baron Collot d'Escury (1950), Frans officier, Saint-Cyrien en chef de famille van het Nederlandse geslacht

          - Hendrik Adolph André baron Collot d'Escury (1895-1968), rentmeester Kroondomein, kamerheer
            - Ir. Frederik André Guyon baron Collot d'Escury (1931-2017), president van de AKZO Zout Chemie-divisie
              - Ir. Tijo Johannes Guyon baron Collot d'Escury (1966), vice-bestuursvoorzitter Roland Berger

            - Karel Jan André baron Collot d'Escury (1933-2008), dijkgraaf Hulster Ambacht

        - Henricus Marinus  baron Collot d'Escury (1860-1933), kapitein
          - Cornelis Johannes  baron Collot d'Escury (1888-1966), directeur Nederlandse Handel Maatschappij
            - Maurits Wijnand Hendrik baron Collot d'Escury (1917-2000), ambassadeur
              - Christina Wijnanda Mara barones Collot d'Escury (1946); trouwde in 1970 met prof. ir. Carlos José Maria (Carel) Weeber (1937), architect
              - Jenny barones Collot d'Escury (1948), illustrator

            - Mr. Henri baron Collot d'Escury (1924-1997), advocaat en procureur
              - Mr. Maurits Wijnand Hendrik baron Collot d'Escury (1956), jurist
                - Cornelie Cathérine Kiki (Kiki) barones Collot d'Escury (1989), hockeyster

        - Adriana Maria Rolina barones Collot d'Escury (1862-1932); trouwde in 1886 met jhr. mr. Jan Hendrik Jacob Quarles van Ufford (1855-1917), lid van de Tweede Kamer en van de Raad van State

      - Mr. Emond baron Collot d'Escury (1836-1910), jurist
        - Henriëtte Jacoba Johanna barones Collot d'Escury (1870-1942); trouwde in 1893 met Pieter Johannes de Kanter (1868-1953), onder andere lid Tweede Kamer

  - Carel Æmilius Els baron Collot d'Escury (1779-1828), bestuurder en Tweede Kamerlid
    - Tjalling Minne Watze Els baron Collot d'Escury (1825-1887), burgemeester van Barradeel
      - Anna Clara Electa Walburga Els barones Collot d'Escury (1852-1927); trouwde in 1874 met mr. Johan Sippo baron van Harinxma thoe Slooten (1848-1904), burgemeester
- Robert baron Collot d'Escury (1753-1834), bestuurder en lid Provinciale Staten van Holland
  - Mr. Henrik baron Collot d'Escury (1806-1869), lid raad en wethouder van 's-Gravenhage
    - Mr. Robert Theodoor baron Collot d'Escury (1830-1892), jurist
      - Cornelia Louise barones Collot d'Escury (1871-1949), oprichtster van de Collot d'Escury Stichting, eigenaresse van familieportretten

  - Charlotte Elisabeth barones Collot d'Escury (1807-1878); trouwde in 1845 met Johannes Marius Janszen (1814-1899), burgemeester